# Grip Inc.
Grip Inc. es una banda de groove metal y proyecto paralelo del baterista Dave Lombardo. La banda se formó en 1993 y firmó contrato con SPV Records.
La banda se ha mantenido de forma intermitente desde que esta se formó, aunque su futuro es incierto debido a la muerte del vocalista Gus Chambers.

## Historia
Tras el nacimiento de su primer hijo en 1993, Lombardo formó Grip Inc. Junto con el guitarrista Waldemar Sorychta. [1]
La pareja contrató al bajista Jason Viebrooks y al vocalista Gus Chambers para completar el grupo, lanzó su álbum debut en 1995. Bajo el título Power of Inner Strength, el álbum fue distribuido en California por medio de la disquera Metal Blade Records.
Antes del lanzamiento del álbum Lombardo describió dejar a Slayer como un punto bajo en su carrera, porque no sabía qué tipo de música tocar. [2] [3] El crítico de Allmusic Vincent Jeffries alabó a Lombardo en el álbum, comentando que los fanes de Slayer "disfrutarán de la interpretación del baterista y de su agresividad en todo el disco "[4] Sorychta señala que críticos y aficionados a la música siempre detectar errores en su música, debido a la popularidad de Lombardo con Slayer -. Esperando que la banda suene como Slayer por lo cual se quejan [5.]
La banda lanzó Nemesis en 1997; Jeffries alabó "el trabajo fulminante en la batería" de Lombardo, la cual ocupa un lugar destacado en el álbum. Viebrooks, el bajista dejó la banda y fue reemplazado por Stuart Carruthers en 1997. Con un nuevo bajista, la banda lanzó Solidify en 1999, la cual fue descrita por Jeffries como un paso hacia "ritmos, estructuras e instrumentaciones progresivas y exóticas, sin nunca comprometer su intensidad".

## Alineación actual
- Dave Lombardo - Batería, Percusión
- Waldemar Sorychta - Guitarra, Bajo
- Casey Chaos – Vocalista

## Miembros anteriores
Gus Chambers
Gus Chambers (1958-13 de octubre de 2008) fue el vocalista  en la banda punk de Coventry Squad (formado a finales de 1977) de Terry Hall (quien se fue para formar The Specials). Lanzaron su primer sencillo Red Alert en 1978. Terry Hall había ayudado a escribir varias de las pistas en el primer single antes de irse.
Chambers más tarde formó Grip Inc. en 1993, así como Squad 21 y AD Squealer. Murió el 13 de octubre de 2008 de un aparente suicidio, pero más tarde se confirmó que la causa fue la combinación accidental de medicamentos y alcohol. [6]
Chaz Grimaldi
Chaz Grimaldi fue  bajista en la banda, actualmente está con  Grim Reaper & Isolation en el Reino Unido. Estuvo con la banda de Baltimore Unbroken de octubre de 2004 a enero de 2008. [7] 
Bobby Gustafson
Bobby Gustafson tocó la guitarra para el grupo. 
Jason Viebrooks
Jason Viebrooks tocó el bajo en los primeros dos álbumes antes de su partida. En la actualidad está con Cincinnati outfit Lorenzo. [8] Jason es un músico por temporadas para Lorenzo y es bajista de tiempo completo para Heathen nuevamente.

Eric Glass 
Eric Glass es exbajista de la banda, tocó en la gira Legs of the Nemesis tour en EE.UU. y Japón. 
Stuart Carruthers
Stuart Carruthers es exbajista de la banda, hizo el tour Nemesis, así como la grabación del Bajo eléctrico en el álbum y la gira Solidify.

## Discografía
- 1995: Power of Inner Strength
- 1997: Nemesis
- 1999: Solidify
- 2004: Incorporated
- 2015 Hostage To Heaven EP

## Videos musicales
- Ostracized
- The Answer
- Rusty Nails
- Curse (of the Cloth)

- Datos: Q661342